# Tennis Napoli Cup 2022
Tennis Napoli Cup 2022 là một giải quần vợt nam chuyên nghiệp thi đấu trên mặt sân cứng ngoài trời. Đây là lần thứ 21 giải đấu được tổ chức, và là một phần của ATP Tour 250 trong ATP Tour 2022. Giải đấu diễn ra tại Tennis Club Napoli ở Naples, Ý từ ngày 17 đến ngày 23 tháng 10 năm 2022.
Giải đấu năm 2022 được nâng từ cấp độ ATP Challenger Tour lên cấp độ ATP Tour 250. Đây là một trong sáu giải đấu cấp độ ATP 250 được tổ chức vào tháng 9 và tháng 10 năm 2022 do các giải quần vợt ở Trung Quốc bị hủy vì đại dịch COVID-19.

## Nội dung đơn

### Hạt giống
| Quốc gia | Tay vợt               | Xếp hạng1 | Hạt giống |
| -------- | --------------------- | --------- | --------- |
| ESP      | Pablo Carreño Busta   | 15        | 1         |
| ITA      | Matteo Berrettini     | 16        | 2         |
| ESP      | Roberto Bautista Agut | 22        | 3         |
| ITA      | Lorenzo Musetti       | 28        | 4         |
| SRB      | Miomir Kecmanović     | 32        | 5         |
| ARG      | Sebastián Báez        | 35        | 6         |
| ESP      | Albert Ramos Viñolas  | 40        | 7         |
| FRA      | Adrian Mannarino      | 44        | 8         |

- Bảng xếp hạng vào ngày 10 tháng 10 năm 2022 [3]

### Vận động viên khác
Đặc cách:
- Matteo Berrettini
- Flavio Cobolli
- Luca Nardi

Vượt qua vòng loại:
- Borna Gojo
- Nicolás Jarry
- Francesco Passaro
- Zhang Zhizhen

### Rút lui
Trước giải đấu
- Alejandro Davidovich Fokina → thay thế bởi  Bernabé Zapata Miralles
- Gaël Monfils → thay thế bởi  Nuno Borges
- Brandon Nakashima → thay thế bởi  Hugo Grenier
- Andrey Rublev → thay thế bởi  Taro Daniel

## Nội dung đôi

### Hạt giống
| Quốc gia | Tay vợt        | Quốc gia | Tay vợt              | Xếp hạng1 | Hạt giống |
| -------- | -------------- | -------- | -------------------- | --------- | --------- |
| CRO      | Ivan Dodig     | USA      | Austin Krajicek      | 48        | 1         |
| ITA      | Simone Bolelli | ITA      | Fabio Fognini        | 51        | 2         |
| AUS      | Matthew Ebden  | AUS      | John Peers           | 52        | 3         |
| BRA      | Rafael Matos   | ESP      | David Vega Hernández | 67        | 4         |

- Bảng xếp hạng vào ngày 10 tháng 10 năm 2022

### Vận động viên khác
Đặc cách:
- Francesco Maestrelli /  Francesco Passaro
- Stefano Napolitano /  Andrea Pellegrino

## Nhà vô địch

### Đơn
- Lorenzo Musetti đánh bại  Matteo Berrettini, 7–6(7–5), 6–2

### Đôi
- Ivan Dodig /  Austin Krajicek đánh bại  Matthew Ebden /  John Peers, 6–3, 1–6, [10–8]